# Kysucké Nové Mesto
Kysucké Nové Mesto is een Slowaakse gemeente in de regio Žilina, en maakt deel uit van het district Kysucké Nové Mesto.
Kysucké Nové Mesto telt 16.501 inwoners